# アンデッドファクトリー
『アンデッドファクトリー』（UNDEAD FACTORY〜ZombiePandemic〜）は、BTD STUDIOによって開発、運営されているスマートフォン・タブレット向けリアルタイムストラテジーゲーム。
2016年2月15日にAndroid版がGoogle Play、iOS版がApp Storeでリリースされた。
基本プレイは無料で、ゲーム内アイテムを有料で購入できるフリーミアムモデル。

## 概要
ゾンビをモチーフにしたリアルタイム戦略ゲームで、ゾンビの大量発生後の終末世界の設定。
プレイヤーは生存者となり、生き残るために自分のコロニーを発展させつつ、新種のゾンビを製造、強化し、他のプレイヤーの陣地
（コロニー）を襲撃し資源を略奪する、いわゆる逆ゾンビ設定である。
多くのRTS同様、世界中のプレイヤーとランキングを競うゲームで、様々な施設を建設・アップグレードしてコロニーを発展させていく内政（箱庭ゲーム）と、他プレイヤーのコロニーに攻め込み資源を略奪する攻撃部分が分離されたゲームスタイルとなっている。
戦闘は副題のパンデミック(爆発的感染拡大)の名の通り、ゾンビが人間を殺したあと、ゾンビになって蘇るというセオリーをゲームに取り込んでいる。
殺した敵のコロニーの生存者をゾンビとして自己の戦力に転化することができる、ありそうでない「感染」というシステムが斬新である。なお生存者はコロニーが発展するほど増える仕組みで、防衛のトレードオフの要素の一つとなっている。
プレイヤーは[ギルド]と呼ばれる最大50人からなるチームに属することができ、同一ギルド内のメンバー同士で援軍を送りあったり、チャットを行うことができる。
また、SUSHIと命名された独自の超高速描画エンジンを採用しており、数百体のゾンビが出現する戦闘シーンでも処理落ちがほとんど発生しない。戦闘シーンでの出血場面が非常に多いため、ゴア度指定は+12としている。
生存者を味方に転化させる感染システム、定期的に開催されるLeague of SurvivorsなどはCoCでは無い仕様となっている。

## 海外展開
全世界155ヶ国のGoogle PlayとApp Storeで配信されている。
なお、2016年1月25日に日本限定でGoogle Playにてオープンβを実施している。

## ゲームシステム

### 攻撃
コロニーの破壊状況によって0〜3つの星が与えられる。星の数は狂気の証であり、多ければ多い程この世界では栄誉とされる。
星の獲得条件は以下の3つで、各条件を達成するごとに1つ星が加算される。
- 研究所を破壊する
- 防護壁とデコレーションを除いて50%以上の施設を破壊する
- 防護壁とデコレーション以外のすべての施設を破壊する

獲得した星がゼロなら攻撃側の敗北（防衛側の勝利）、獲得した星が1つ以上なら攻撃側の勝利（防衛側の敗北）となる。

#### マルチプレイ
対人村をリアルタイムで焦土と化すことができる鬼畜快楽モード。
3分以内で100%壊滅が目標。相手のレイアウトを見て即座に戦闘を行うか他のコロニーへ行くか決めなくてはならない。
自分と同じレベル帯のコロニーとマッチングするため、易々と100%は取れない。
また連勝を重ねることで、その不屈の嗜虐心を称えられ、ボーナス資源を獲得できる。

#### シングルプレイ
低リスクで臨めるオフラインモード。予め決められた100のステージを攻略していくソロプレイ。
負けてもトロフィー数が下がらない他、何度でも挑戦できるため対策を行いやすい。手軽に蹂躙したい人向けのモード。

### 防衛
マルチプレイで他プレイヤーを攻撃できるように、オフラインの間は自分のコロニーも他のプレイヤーから攻撃される可能性がある。因果応報の世界で、眠れない夜は続いていく。

### キープアウト
完全遮断バリケード。キープアウトが張られている間は敵に襲撃されることはない。しかしこちらから敵を攻撃した場合、残り効果時間がいくらあろうが、強制的に剥がれてしまう。
キープアウトにはいくつかの種類がある。
- ゲームを開始した直後のもの - ゲーム開始時、3日間のキープアウトが自動的につく。
- 攻撃を受けた際のキープアウト - 敵から攻撃を受けた場合、破壊状況に応じてキープアウトが自動的に付与される。
- ピンクダイアで購入できるもの - 1日、3日、1週間の3種類の有効期間のものがある。
- オンラインキープアウト - ゲームをプレイ中とプレイ終了直後には、自動的にコロニーにキープアウトがつく。

### 感染システム
このゲームでは、アンデッドによる超自然発生的な感染拡大ではなく、パンデミックそのものを意図的に発生、管理、拡大させることができる。
その手段として用いられるユニットが、ウォーカーとクラウディである。
彼らに攻撃された生存者は正体不明のウイルスに即時感染し、アンデッドに堕ちる。
ウォーカーとして転化した敵の生存者は、こちらの戦力に加わり戦闘終了後まで共に戦うことになる。

### ランキングシステム
この世界での序列を指す。トロフィーの数が多ければ多い程その強さと狂度が証明される。
上位100位までのユーザー名が常に更新・表示され、自分の名前がそこに載ることは名誉なことだとされている。

### League of Survivors
感染数やマルチプレイ連勝数など、プレイヤーレベルの高さだけでは決められないクレイジーなランキングシステム。
各リーグの開催は不定期に行われ、優秀者には報酬が付与される。

### 研究所
研究所はコロニーの最重要機関。全てのアンデッドの開発・生成が行われ攻撃、防衛とあらゆるシーンでの拠点となる。
生成エリアでは大量のオイルと出来立てのアンデッドの腐敗臭が混ざり、鼻を劈くような激臭を放っている。
隔離エリアでは血に飢えたアンデッド達が襲撃の時を今か今かと待ち蠢いている。

### 生存者
生存者はゾンビパンデミックの受難者。コロニーという集団組織の中では利用される運命しか与えらず、戦闘員に昇華させられたり、特別な素材としての転化を強制されたりと残酷な残り火を灯し続けている。
また電波塔から発せられる怪音に集まる習性を持つ。

### ギルド
ギルドは共存の袂を連ねた者達による相互扶助組合。ギルドに加盟していると、同ギルド内のメンバー間で、支援を要請、戦力の幇助が可能となる。
援軍として入村した戦闘員は攻撃に随伴させたり、防衛に配置したり自由に指示を出すことができる。

### 資源
資源が無ければ何も始まらないため、各コロニーの先導者達は、富国強兵のため、スクラップ、オイルを可能な限り発掘し、コロニーの発展・拡充に努めてきた。しかしコロニー間での攻防が激しさを増し、大量の資源を奪取され甚大な被害を被るようになるに連れ、先導者達はより強力なアンデッドの生成を目論むようになる。
それの実現に必要となった素材が、VIPである。
スクラップ
スクラップ工場で生産される鉄製の廃材。主に研究所の増強、防衛施設のアップグレードのために消化される。
オイル
オイルポンプで生産される地下脈の油。主にユニットの開発・アップグレード、ウイルスの開発などに消費する。
VIP
シェルターで生産し、貯蓄する。シェルターは上級施設であるため、ある程度ゲームを進めないと建てることができない。
白円弧の屋根の下では日夜秘密裏な実験が行われている。VIPの使用用途は主にVIPユニットの開発・アップグレード、生成や衛星兵器のエネルギー補充である。

### ユニット
ユニットとはつまり戦闘におけるアンデッドの単位である。コロニーにおいての最重要命題、“略奪”。
狂気に囚われた人間達がまず行うのが、略奪の手段を得ること。つまりアンデッドの開発である。
研究所ではアンデッドの開発・生成・強化を繰り返し、戦闘で使用するユニットの編成が行われる。
開発されるアンデッドには生きている動物も存在し、他のユニットよりも凶暴で優れた能力を有しているが、野生の本能だけは意識転換できず、一度戦闘に出してしまうと二度と自軍に戻ってくることはない。
ウォーカー、スパイキー、ブギーマンの基本三種以外は、CoCには無い独自の特性を兼ね備えている。
ウォーカー（Walker）
生存者を感染させる。単体ではさほど脅威ではないが、執拗に生存者を追い、群れとなり襲い掛かる。
スパイキー（Spikey）
脳を肥大化させ、トゲを仕込んでいる。トゲを飛ばすことで遠くから攻撃できるが、脳が剥き出しのため防御力は低い。
ボマー（Bomber）
特製のガスを詰め込んでいる。敵陣の防壁に近づくと興奮し、体熱が発火点に達して起爆する。
ブギーマン（Bogeyman）
あり余った皮革をかき集めて合成して作られた。厚い皮により体が重く行動速度は低いが、易々と破壊されない堅さを持つ。
ビッグヘッド（Bighead）
肥大した頭部を硬化させている。中には小さな個体がつめこまれ、死亡時にばらまかれる。また聴覚が無く、サイレン塔に誘導されない。
トランペッター（Trumpeter）
声帯と共鳴腔を改造している。攻撃できないが、声に鼓舞能力が付与され、周囲のユニットの速度と攻撃力を上昇させる。
ヘルハウンド（Hellhound）
感染した軍用犬。資源や生存者、特に武装した者を狙う。一度放つと飼い主の元に帰ることはない。
ハーピー（Harpy）
感染した鳥に爆発性のある器官を乗せている。唯一飛行が可能で、防衛施設に突撃する。一度飛び立つと二度と生還することはない。
パイア（Phaia）
感染した猪に限界量の強壮剤を注入している。猛烈な速さで、直線上を無差別に攻撃する。一度走り出すと暴走を止めることができない。
ベヒーモス（Behemoth）
感染した象に制御機構を装着。巨大な身体を駆使して施設を破壊しつくす。一戦終えると何かを追うように去ってしまう。

### VIPユニット
VIPユニットは通常のユニットと比べステータスが高く非常に強力である。だがその分量産はできず、またオイルではなくVIPを資源として開発される。
オールドマン（Oldman）
良質な素材を使用し、熟成させた個体。壁を乗り越えられるほどの身体能力を持ち、防衛施設を腐敗させて破壊する。
ロングアーム（Longarm）
腕に頑丈な複数の身体を繋ぎ合わせている。視界に入るものにその長い腕を振り回し、範囲に多大な損害を与える。
クラウディ（Crowdy）
あらゆる材料を詰め込んでいる。制御することはできず、周囲を感染させながらただゆっくりと生存者キャンプへ向かう。
レオ（Leo）
人気だった着ぐるみ。中身は秘密。硬い体と底無しの体力を兼ね備え、単体で防衛施設が壊滅するほどの能力を持つ。

### ウイルス
ウイルスは攻撃時に使用できる様々な効果を持ったサポート道具である。研究所でオイルを消費して作成する。ウイルスの作成にかかるコストは高くストックしておける量も限られるが、その効果は大きく、使用すれば戦局を有利に展開できる。ユニットと同様に研究所でアップグレードすることで効果をアップさせることができる。
リジェネレーション
範囲内のユニットのHPを徐々に回復する。
アクティベーション
範囲内のユニットのスピードと攻撃力を上昇させる。
リヴァレーション
範囲内のユニットが効果時間中に死亡した際にウォーカーとして復活する。

### 防衛施設
戦闘訓練所
生存者を戦闘員に訓練することできる。安寧から破滅に変わる場所。
戦闘員
コロニーが敵に襲われた時に援護してくれる。また攻撃時に連れていくこともできる。従順に躾けられているため指示を出すことができる。
防護壁
敵の侵入を阻む強固な壁。逆に言えば、阻むことしかできない。
バンカー
穴倉に隠れ近くに来た敵を無差別に射殺する。
狙撃塔
高台に立ち飛行する敵も地上の敵も目に留まった者は全て撃ち抜く。
カタパルト
集団圧殺を図るため考案された防衛施設。玉の装填時間がかかるものの一発の破壊力は大きい。
サイレン塔
アンデッドを引き付ける怪音波を発し続けている。殺傷能力はないものの、誘導、囮に使用できる巧妙な施設。効かないアンデッドも中にはいる。
偽電波塔
小範囲の敵に感電死するまで、高エネルギーの電磁波を流し続ける。電波塔の機能は無いため生存者が寄ってくることはない。
マシンアーム
どんなに硬い物質も打ち砕くことのできる近接系最強施設。できればあまり近寄らない方がいい。
フレイムタワー
火炎瓶を投げて範囲内の敵を焼き尽くす。炎が消える時は既に灰になった後であろう。
衛星兵器
V.I.P.の協力が無くては動かない究極最終兵器。過度に光の波長を増幅させたレーザーは空をも焦がし一瞬で全てを焼き尽くす。
ミサイルランチャー
センサーが感知した場所に9発の暴虐なミサイルを発射する。辺り一帯を瞬く間に木っ端みじんにするが、センサーが無ければ稼働しないのが玉に瑕。
センサー
敵には見えない不可視の検知型施設。センサーのみでは微力も無いが、ミサイルランチャーを発動させるのに不可欠な重要な施設

#### トラップ
トラップは通常の防衛設備と違って発動するまで攻撃側からは見えない。
そのため、防衛側では攻撃者がどういった動きで攻めてくるかを予想してトラップを仕掛け、攻撃側は何もないように見える場所にもトラップがある可能性を考慮して攻めこむという駆け引きが生まれる。
一度発動したトラップは使えなくなるが、資材を消費して再利用することができる。
地雷
敵の見えない爆破トラップ。一度使用すると修理が必要。
ミルトラップ
容量に収まるサイズの範囲内の全てのユニットを穴に落とし、無力化するトラップ。
稼働した時にそこにいたら、運の悪い戦闘員と生存者も闇底へ落とされる。
高電圧壁
強力な電流が流れている防護壁。気付かず殴ると感電死する恐れがある。
攻撃力の高いユニット程、受けるダメージが高い。
コールタールトラップ
コールタールが詰まったドラム缶を破裂させ、まき散らすトラップ。
コールタールに乗ったユニットは一定時間移動が制限される。
強化地雷
広い範囲に強力な爆発を起こすように強化した地雷。
また、感知した後爆発までの時間も短い。

### 資源施設
オイルポンプ
オイルを掘り出すことができる施設。地域差は無く平等に抽出される。
スクラップ工場
スクラップを生産することができる。回収する時は怪我をしないように。
電波塔
生存者向けのラジオ放送をする施設。終末世界での唯一の娯楽であり、生存者がこぞって集まってくる。
オイルタンク
生産したオイルを保管しておく施設。こぼしたら大変なことになる。
倉庫
回収したスクラップを保管しておく施設。一見するとガラクタの山である。
生存者キャンプ
生存者が居住している施設。笑みを見せる者など誰1人としていない。
シェルター
選ばれた生存者をV.I.P.として保護する最終施設。誰もが、究極に安全な場所だと信じている。
真実は自分の目で確かめるしかない。
研究所
集落の中枢であり、最重要拠点。アンデッドの開発や生成を行う機関。